# Compagnie Bergmann
La Compagnie allemande Bergmann fut fondée par Theodor Bergmann pour produire des bicyclettes, des automobiles, de la  quincaillerie et des armes à feu (qui lui valurent sa célébrité). Ses usines étaient situées à Suhl et à Gaggenau. La compagnie vendit sa division automobile à Carl Benz en 1910 et disparut en 1945. 

## Produits

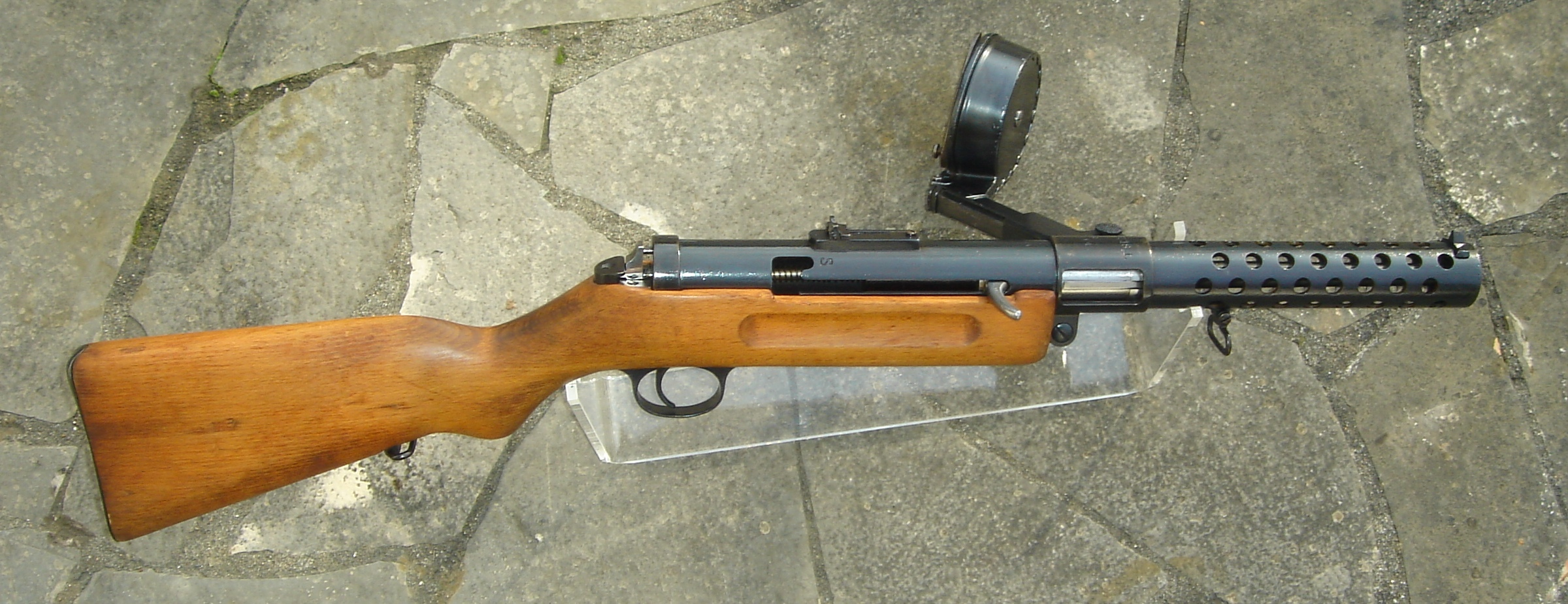
Bergmann MP 18/1 : le premier pistolet mitrailleur allemand.
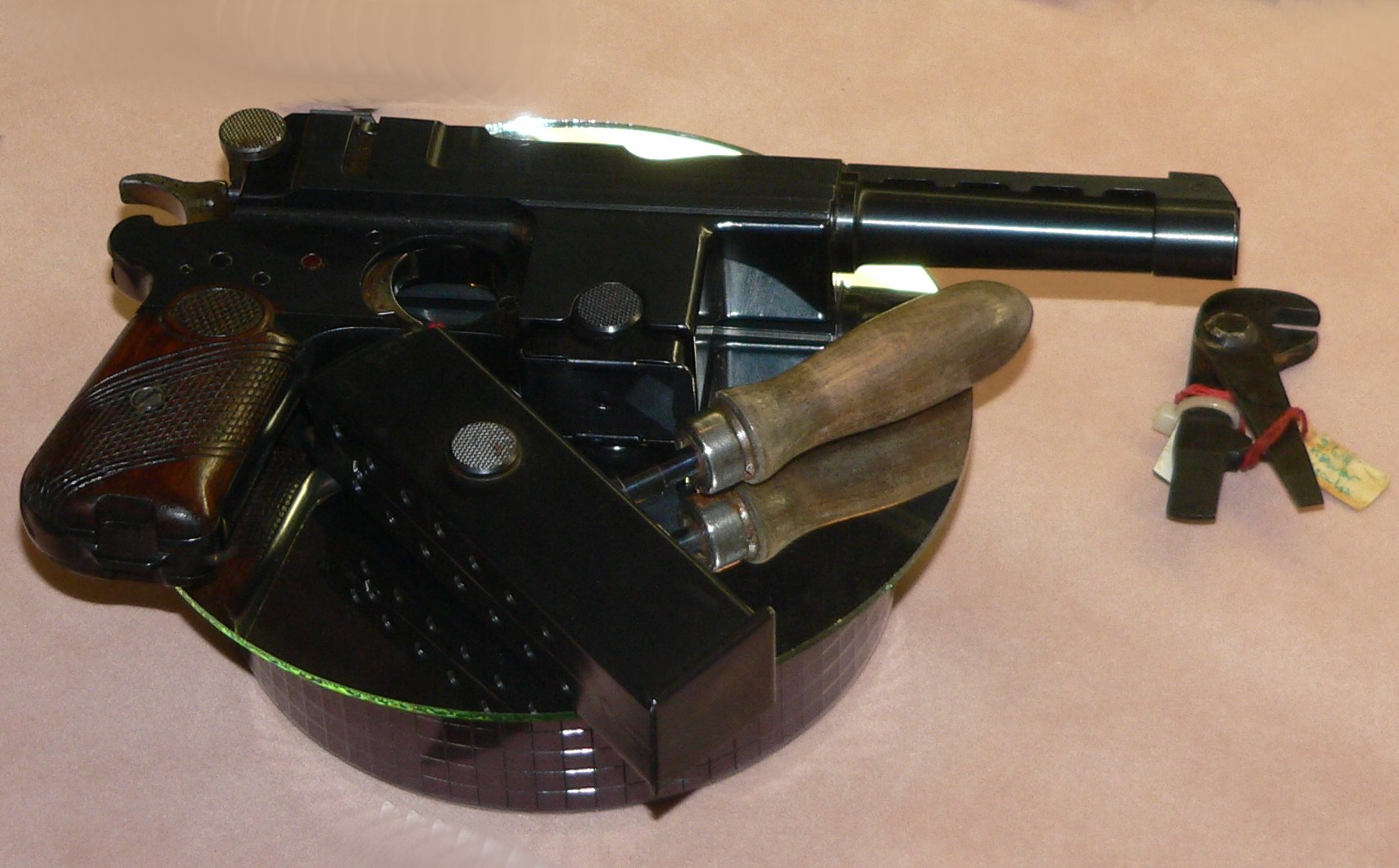
Bergmann 1910/21. Il fut utilisé par l'Armée danoise.